# France (couraçado)
O France foi um couraçado operado pela Marinha Nacional Francesa e a quarta e última embarcação da Classe Courbet, depois do Courbet, Jean Bart e Paris. Sua construção começou em novembro de 1911 no Ateliers et Chantiers de la Loire e foi lançado ao mar em novembro do ano seguinte, sendo comissionado na frota francesa em julho de 1914. Era armado com uma bateria principal de doze canhões de 305 milímetros montados em seis torres de artilharia duplas, tinha um deslocamento de mais de 25 mil toneladas e alcançava uma velocidade máxima de 21 nós.
O France transportou o presidente Raymond Poincaré até a Rússia durante a Crise de Julho em 1914. Passou toda a guerra dando cobertura para a Barragem de Otranto contra a Marinha Austro-Húngara, mas nunca chegou a entrar em combate. Depois da guerra participou da Ocupação de Constantinopla e então enviado para o Mar Negro na intervenção Aliada na Guerra Civil Russa, algo que gerou um breve motim entre seus tripulantes. O navio afundou em 26 de agosto de 1922, depois de bater em rochas na Baía de Quiberon, sendo desmontado no local pelas décadas seguintes.

## Características

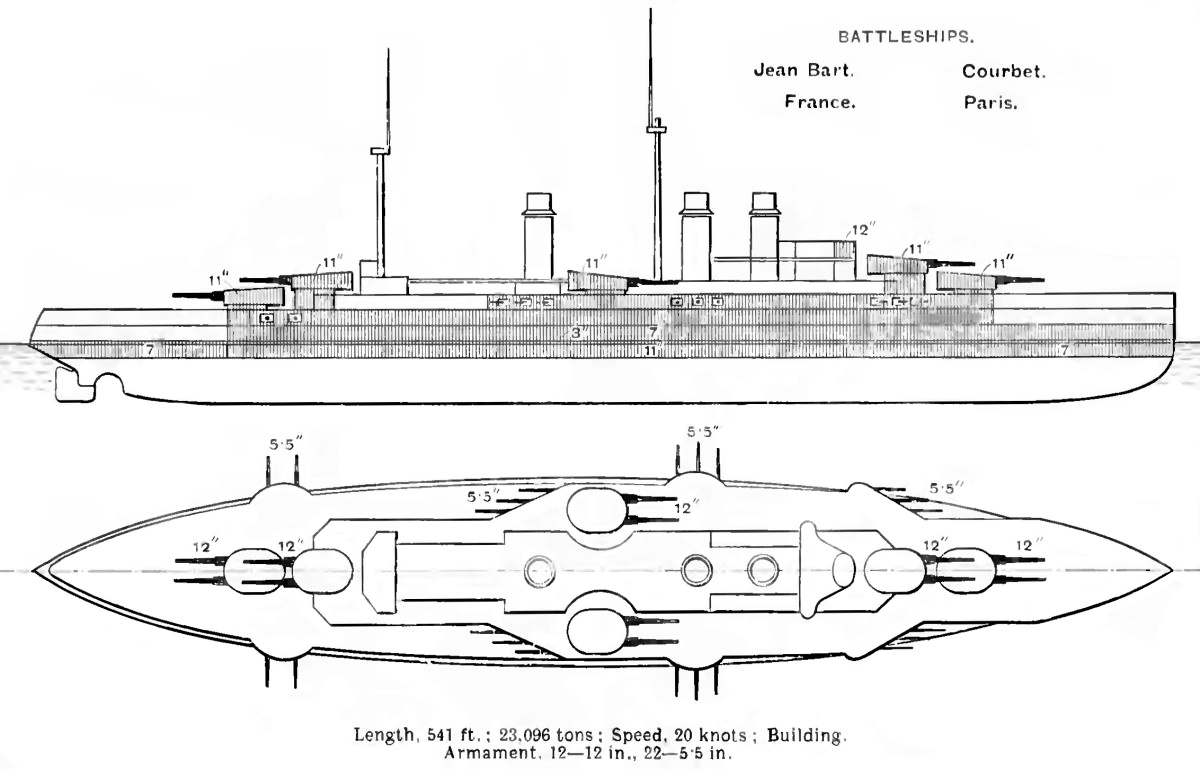
Design da Classe Courbet

Em 1909, a Marinha Francesa estava finalmente convencida da superioridade do HMS Dreadnought sobre os projetos de calibre misto, como a Classe Danton, que precedeu os Courbet. No ano seguinte, o novo Ministro da Marinha, Augustin Boué de Lapeyrère, selecionou um projeto comparável aos dreadnoughts estrangeiros então em construção para serem construídos como parte do Programa Naval de 1906. Os navios tinham 166 metros de comprimento total, uma boca de 27 metros e um calado médio de 9,04 metros. Eles deslocavam 23 475 toneladas em carga normal e 25 579 em plena carga. Sua tripulação era composta por 1 115 homens como navio particular e aumentava para 1 187 quando servia como capitânia. Os navios eram movidos por dois conjuntos de turbinas a vapor Parsons construídos sob licença, cada um acionando dois eixos de hélice usando vapor fornecido por 24 caldeiras Belleville. Essas caldeiras eram movidas a carvão com pulverizadores de óleo auxiliares e foram projetadas para produzir 20 594 quilowatts. Os navios tinham uma velocidade projetada de 21 nós (39 quilômetros por hora). Eles transportavam carvão e óleo combustível suficientes para atingir um alcance de 4 200 milhas náuticas (7 800 quilômetros). a uma velocidade de 10 (19 quilômetros por hora).
A bateria principal da Classe Courbet consistia em doze canhões de 305 milímetros Modèle 1906-1910 montados em seis torres de canhão duplas, com dois pares de torres de superdisparo à frente e atrás da superestrutura e um par de torres de asa a meio do navio. Seu armamento secundário era de vinte e dois canhões de 138 milímetros Modèle 1910, que eram montados em casamatas no casco. Foram instalados quatro canhões Hotchkiss Modèle 1902 de 47 milímetros, dois em cada lateral da superestrutura. Eles também estavam armados com quatro tubos de torpedos submersos de 450 milímetros e podiam armazenar 10 minas abaixo do convés. A espessura do cinturão dos navios variava de 140 a 250 milímetros e era mais espesso no meio do navio. As torres de tiro eram protegidas por 250 milímetros, enquanto que 160 milímetros protegiam as casamatas. O convés blindado era curvo e tinha 40 milímetros de espessura na superfície plana e 70 milímetros nas encostas externas. A torre de comando tinha 266 milímetros nas faces e laterais.

## Construção e carreira
O France, o sétimo navio com o seu nome a servir na Marinha Francesa, foi encomendado em 1 Agosto de 1911 e foi construído pela Ateliers et Chantiers de la Loire. O navio foi batido em 30 de novembro em seu estaleiro em Saint-Nazaire e lançado em 7 Novembro de 1912. Ele foi formalmente declarado concluído em 1 Julho de 1914 para levar o presidente Raymond Poincaré, em visita de estado a São Petersburgo, Rússia. Ele embarcou no navio em 16 de julho. Escoltado pelo Jean Bart, o France chegou a Kronstadt em 20 de julho após encontrar os cruzadores de batalha do I Grupo de Reconhecimento alemão no Mar Báltico durante o caminho. Os navios franceses fizeram uma visita ao porto de Estocolmo, Suécia, em 25-26 de julho, mas uma visita planejada a Copenhague, Dinamarca, foi cancelada devido às crescentes tensões entre a Áustria-Hungria e aSérvia; eles chegaram a Dunquerque em 29 de julho.

### Primeira Guerra Mundial
Quando a França declarou guerra à Alemanha em 3 de agosto, os navios irmãos estavam em Brest e partiram para Toulon naquela noite. Eles foram recebidos em Valência, Espanha, no dia 6 pelo Courbet e os pré-dreadnoughts Condorcet e Vergniaud porque o Jean Bart estava tendo problemas com sua munição de 305 milímetros e o France ainda não havia carregado nenhuma delas. Os navios se encontraram com um comboio de tropas no dia seguinte e o escoltaram até Toulon. O France entrou em serviço em 10 de outubro e foi designado para o 2º Esquadrão de Batalha do 1º Exército Naval em 21 de outubro na foz do Mar Adriático para impedir que a frota austro-húngara tentasse sair do Adriático. O torpedeamento do Jean Bart em 21 de dezembro pelo submarino austro-húngaro U-12 mostrou que os couraçados eram vulneráveis a esta ameaça e foram retirados para passar o resto do mês mais ao sul, num ancoradouro na Baía de Navarino.

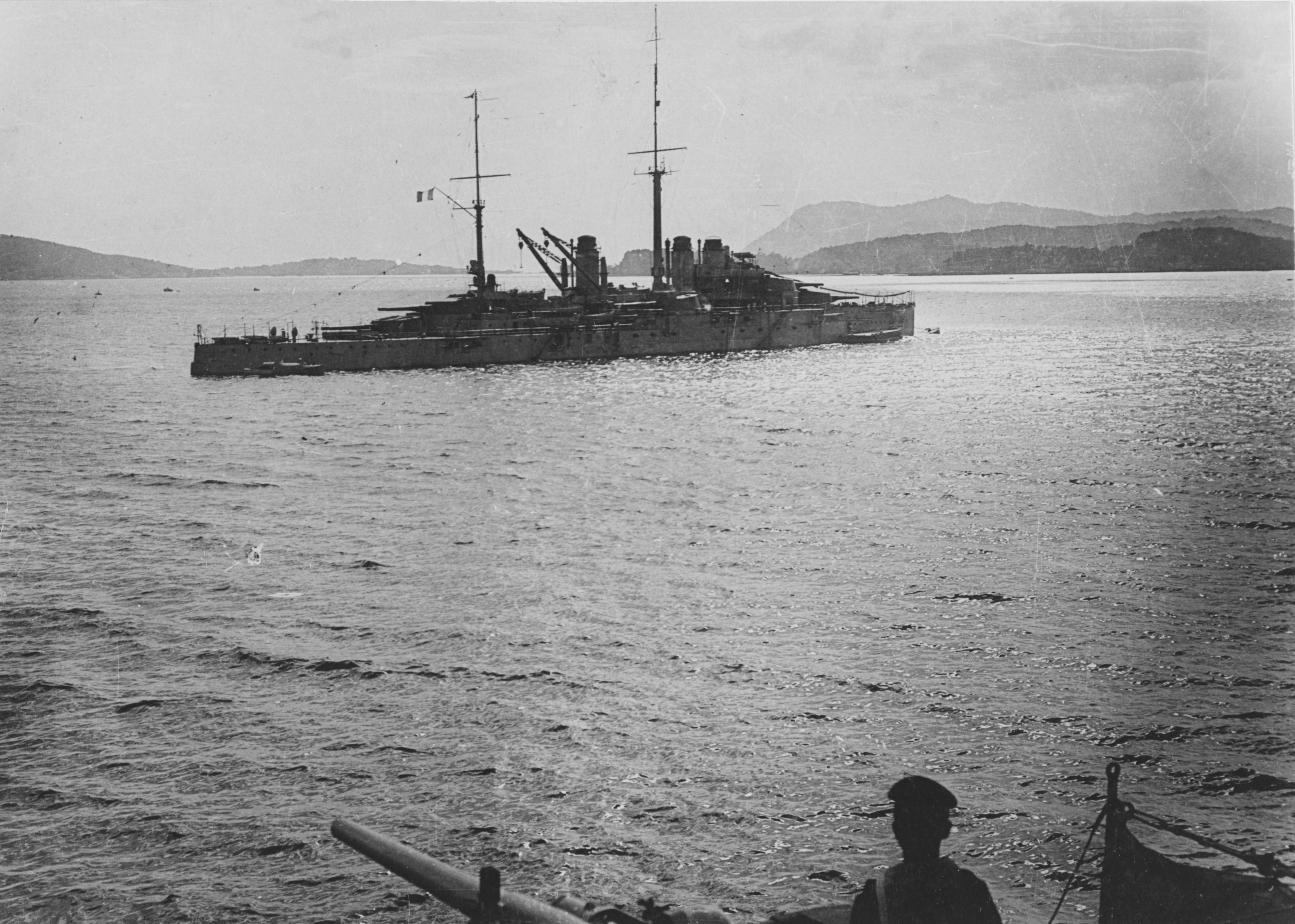
France ancorado em Toulon durante a Primeira Guerra Mundial

Em 11 de janeiro de 1915, os franceses foram alertados de que a frota austro-húngara partiria de sua base em Pola, então o France e seus navios irmãos Courbet e Paris lideraram o 1º Exército Naval para o norte, até a costa albanesa. Era um alarme falso, e eles estavam de volta ao ancoradouro três dias depois. Enquanto isso, os navios patrulhavam o Mar Jônico, pois o perigo de ataques submarinos nas águas restritas do Estreito forçava os couraçados a se deslocarem para o sul. A declaração de guerra à Áustria-Hungria pela Itália em 23 de maio e a decisão italiana de assumir a responsabilidade pelas operações navais no Adriático permitiram que a Marinha Francesa recuasse para Malta ou Bizerta, na Tunísia Francesa, para cobrir a Barragem de Otranto. Um incêndio ocorreu a bordo do France em 25 de julho e ele foi forçado a retornar a Toulon para reparos que duraram até 14 de outubro. Dois dias depois, o vice-almirante Louis Dartige du Fournet assumiu o comando do 1º Exército Naval e içou sua bandeira a bordo do France, que permaneceu em Malta pelo resto do ano. Em algum momento do ano, os canhões de 47 milímetros do navio foram colocados em montagens de ângulo alto para permitir que fossem usados como canhões antiaéreos (AA). Mais tarde, eles foram complementados por um par de canhões Mle 1891 G de 75 milímetros em suportes antiaéreos.
Em 27 de abril de 1916, os franceses começaram a usar o porto de Argostoli, na ilha grega de Cefalônia, como base. Dartige du Fornet transferiu sua bandeira para o encouraçado Provence em 23 de maio. Por volta dessa época, muitos homens das tripulações dos encouraçados foram transferidos para navios antissubmarinos. No início de 1917, os franceses começaram a usar também a ilha grega de Corfu, mas a crescente escassez de carvão limitou severamente a capacidade dos couraçados de irem para o mar. A situação era tão ruim que o vice-almirante Gabriel Darrieus escreveu em 1917: "As capacidades militares da Armée Navale, que já foi duramente afetada pela escassez de pessoal e pelas constantes mudanças no estado-maior, precisa ser mantida por exercícios frequentes e, embora de março a junho tenhamos conseguido seguir um padrão normal, a crise do carvão está atualmente impedindo qualquer manobra ou treinamento de artilharia, mesmo para os navios que retornam de reparos. Os grandes navios perderam 50 por cento da capacidade que tinham há alguns meses."
Em 1918, eles estavam quase imóveis, deixando Corfu apenas para manutenção e reparos. Em 1 Julho, o 1º Exército Naval foi reorganizado com o France sendo designado para a 1ª Divisão de Batalha do 1º Esquadrão de Batalha.

### Carreira posterior
Após a assinatura do Armistício de Mudros em 30 de outubro entre os Aliados e o Império Otomano, o navio participou da ocupação de Constantinopla. No início de 1919, o navio-almirante France, do vice-almirante Jean-Françoise-Charles Amet, e o Jean Bart foram transferidos para o Mar Negro para reforçar as forças francesas que se opunham aos bolcheviques. Poucos dias depois de bombardear as tropas bolcheviques que avançavam sobre Sebastopol em 16 de abril e forçá-las a recuar, a tripulação do France, cansada da guerra , amotinou-se brevemente em 19 de abril, inspirada por simpatizantes socialistas e revolucionários. Ao contrário do capitão do Jean Bart, que conseguiu reprimir o motim a bordo de seu navio no dia seguinte, a tripulação do France ainda estava amotinada e Amet esperava reduzir as tensões atendendo às exigências de licença dos amotinados e deixando desembarcar tripulantes com histórico de bom comportamento. Os marinheiros se misturaram a uma manifestação pró-bolchevique e o grupo misto foi desafiado por uma companhia de infantaria grega, que abriu fogo. Os manifestantes fugiram e encontraram um grupo de desembarque do Jean Bart, que também atirou contra eles. Um total de cerca de 15 pessoas ficaram feridas, incluindo seis marinheiros, um dos quais morreu mais tarde devido aos ferimentos. Delegados das outras tripulações amotinadas não foram autorizados a embarcar e o motim fracassou quando Amet concordou em atender à principal exigência de levar os navios de volta para casa. O France foi o primeiro a partir em 23 de abril, mas o navio navegou para Bizerta antes de seguir para Toulon. Vinte e seis tripulantes foram condenados a penas de prisão após seu retorno, embora as sentenças tenham sido comutadas em 1922 como parte de um acordo entre Poincaré, agora primeiro-ministro, e os partidos de esquerda.
Em 1º de julho, todos os Courbet foram designados para a 1ª Divisão do 1º Esquadrão. Em 10 de fevereiro de 1920, o 1º Exército Naval foi dissolvido e substituído pelo Esquadrão do Mediterrâneo Oriental e sua contraparte ocidental; todos os irmãos foram designados para o 1º Esquadrão de Batalha desta última unidade, com o Courbet, Jean Bart e Paris na 1ª Divisão de Batalha e o France na 2ª Divisão de Batalha, sob o comando do Contra-Almirante Louis-Hippolyte Violette com base no France. Os dois esquadrões foram combinados no Esquadrão Mediterrâneo em 20 de julho de 1921.

O France e o encouraçado Bretagne receberam o encouraçado britânico Queen Elizabeth e o cruzador ligeiro Coventry durante uma visita ao porto de Villefranche de 18 de fevereiro a 1 março de 1922. Os dois couraçados franceses realizaram um exercício de artilharia em 28 de junho usando o antigo couraçado austro-húngaro Prinz Eugen como alvo e o afundaram. Em 18 de julho, o France, Paris e Bretagne iniciaram um cruzeiro visitando portos franceses no Golfo da Biscaia e no Canal da Mancha. Na noite de 25/26 de agosto, o France atingiu uma rocha desconhecida ao entrar na Baía de Quiberon às 00h57. A sala da caldeira à ré inundou rapidamente e o navio perdeu toda a energia às 01h10. Ele estava com 5° de inclinação às 02h00 e foi dada a ordem de abandonar o navio. O couraçado virou duas horas depois, depois que o Bretagne e o Paris conseguiram resgatar todos os tripulantes, exceto três. Seus destroços foram lentamente desmontados no local em 1935, 1952 e 1958.